# Де-Мортел
Де-Мортел (нід. De Mortel) — село в нідерландській провінції Північний Брабант. Входить до муніципалітету Гемерт-Бакел.
Його площа становить 10,25 км², а населення станом на 2021 рік складало 1 415 осіб.
Перша згадка про населений пункт датується 1408 роком.

## Галерея

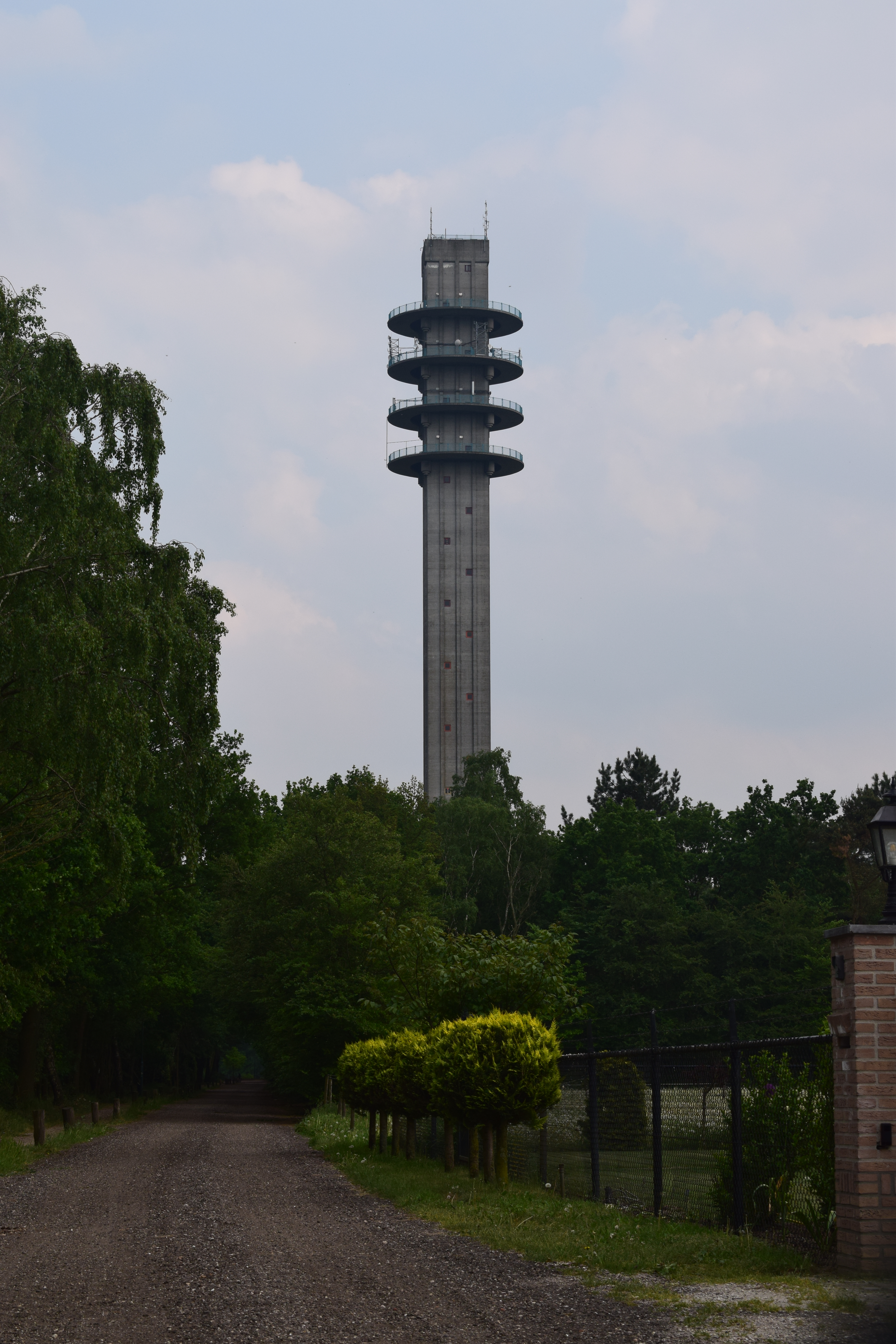
Телевізійна вежа
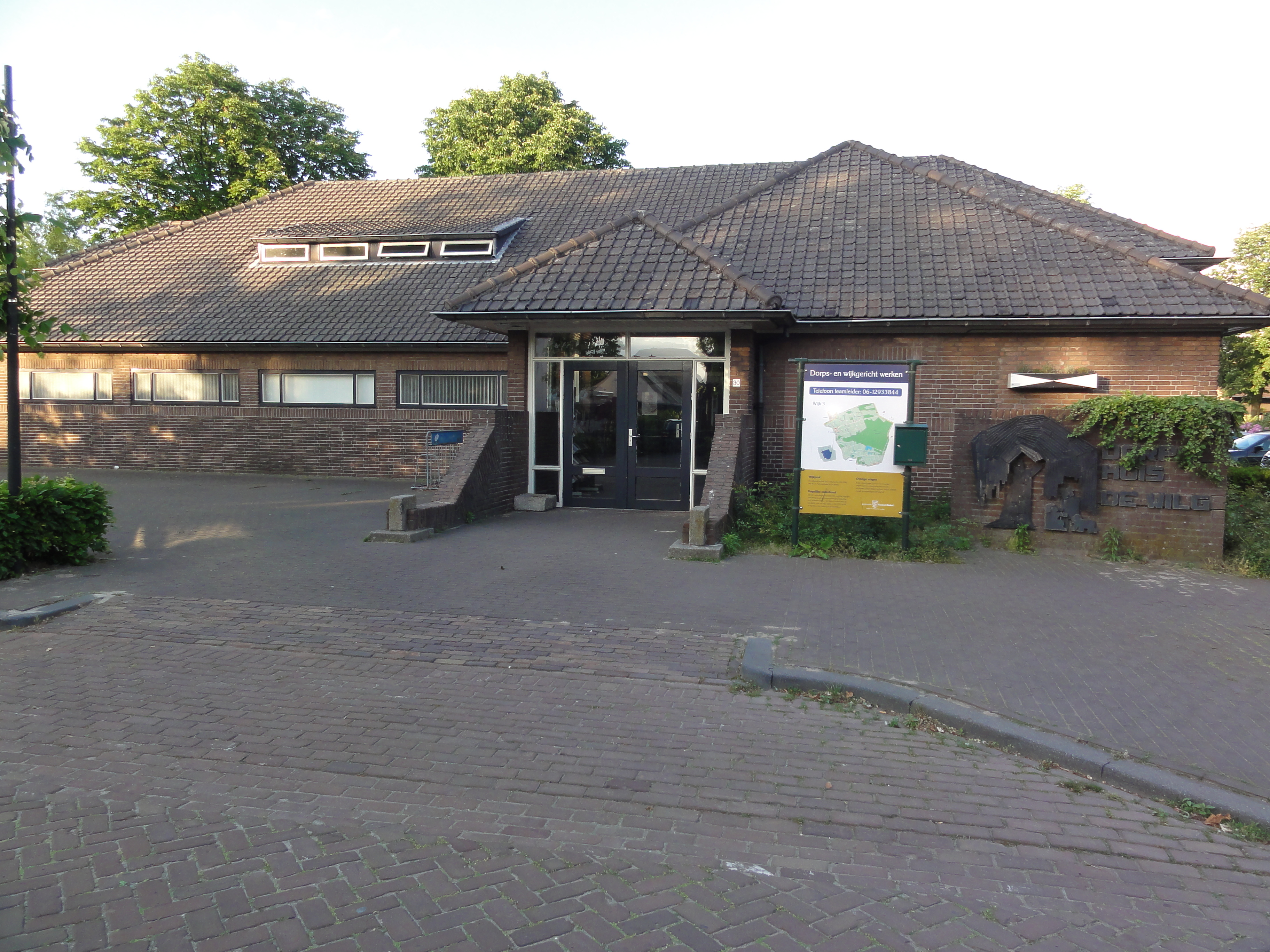
Сільский будинок
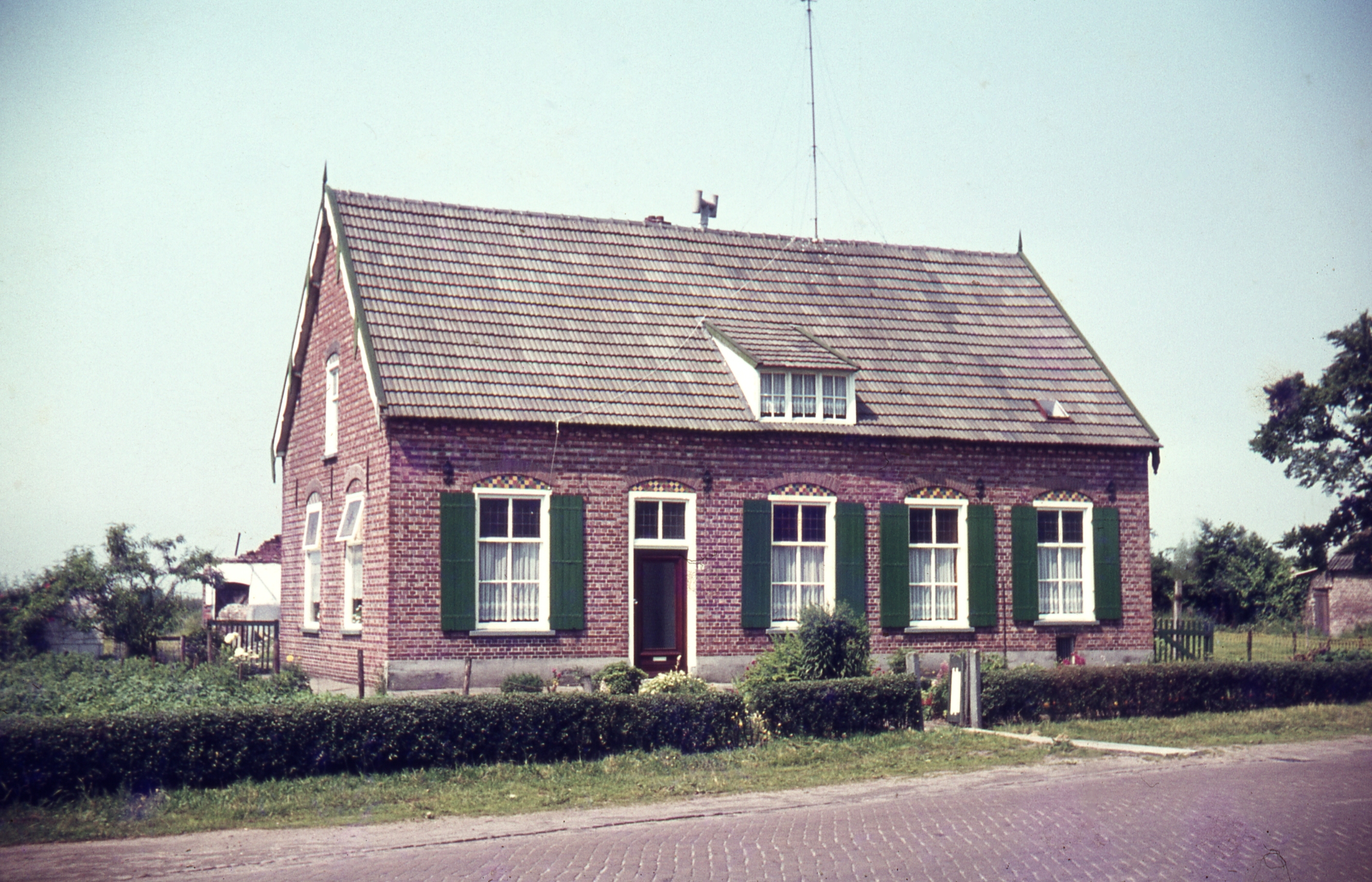
Ферма у Де-Мортелі
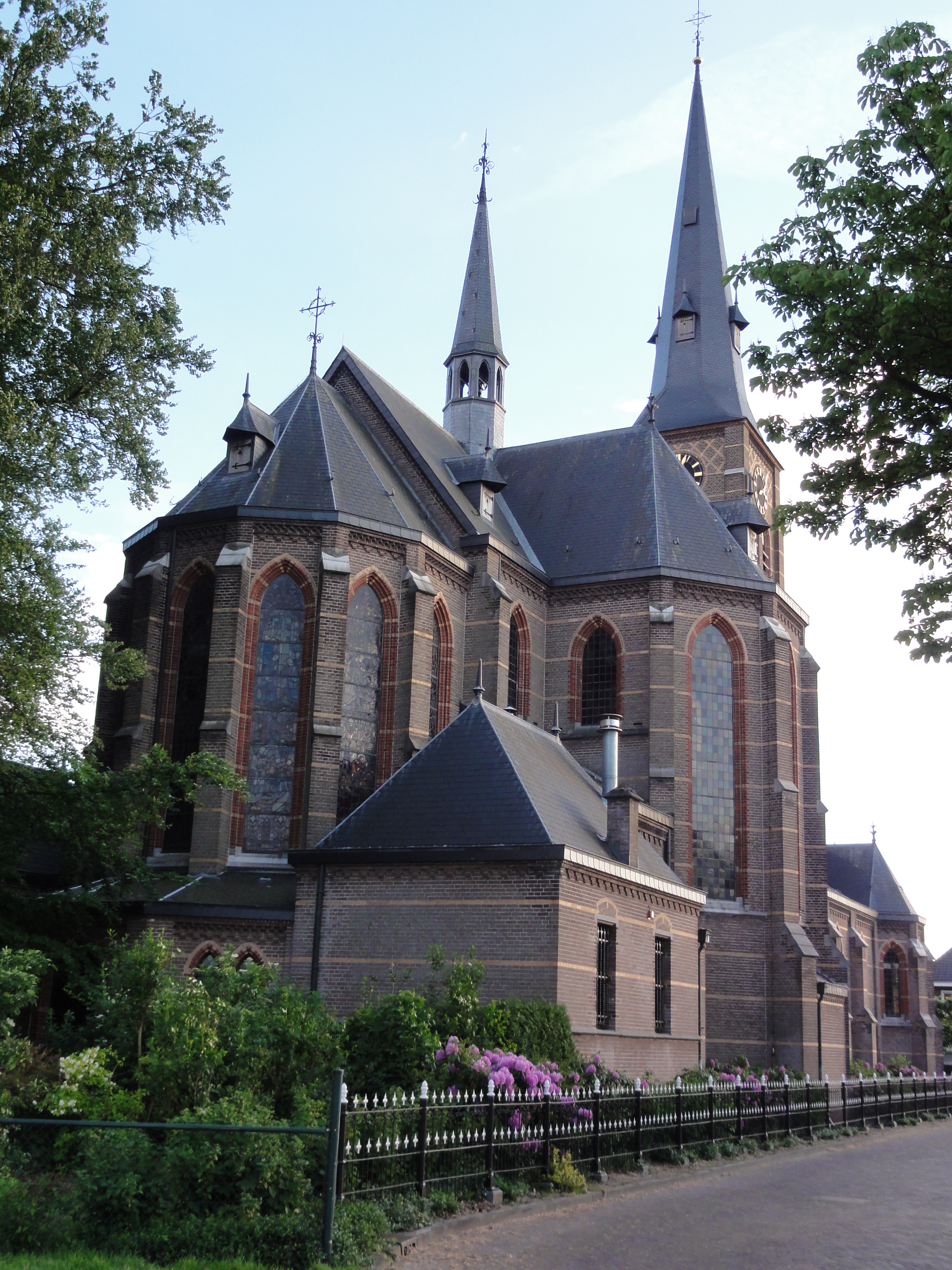
Церква св. Антонія